# Agressió sexual (Espanya)
Agressió sexual és un terme jurídic utilitzat al dret penal d'Espanya (art. 178 CP), que denomina el delicte que abasta tots els actes de contingut sexual violent sense consentiment de la víctima. El delicte protegeix la llibertat sexual de les persones, i inclou com a manifestació agreujada, la penetració sexual violenta no consentida (art. 179 CP), coneguda com "violació", expressió que va ser eliminada del Codi Penal espanyol, igual que la seva condició de delicte autònom. L'aparició del delicte d’"agressió sexual" a Espanya, és part d'una tendència internacional de reforma de les denominacions i la manera d'organitzar conceptualment els anomenats "delictes sexuals", eliminant denominacions com a "violació" i "estupre", així com el pes moral en perjudici de la víctima, de la penetració no consentida, entesa com a "assassinat moral" o "mancillación", presenti quan els delictes sexuals són entesos com un atac a l'honestedat de les víctimes. El delicte d’"agressió sexual" a Espanya, es diferencia del delicte d’"abús sexual" (arts. 181-182 CP): tots dos consisteixen en actes de contingut sexual no consentits, però mentre en l'"agressió sexual" hi ha violència o intimidació, en l'"abús sexual" no hi ha violència, ni intimidació.
El delicte d'"agressió sexual" a Espanya, és equivalent al delicte de sexual assault (atac sexual) als Estats Units, o al delicte de "abús sexual" a l'Argentina.

## Descripció
El delicte d’"agressió sexual" al Codi Penal d'Espanya i aquesta tipificat en la seva forma bàsica en l'article 178:
| « | Qui atempti contra la llibertat sexual d'una altra persona, utilitzant violència o intimidació, serà castigat com a responsable d'agressió sexual amb la pena de presó d'un a cinc anys. | » |

El delicte està tipificat a partir de dos elements: 
- atemptar contra la llibertat sexual d'una altra persona, entesa a partir de la falta de consentiment;
- violència o intimidació.

L'absència del segon requisit (violència o intimidació) transforma l'acte en "abús sexual".
L'agressió sexual té les següents manifestacions agreujades:
- "accés carnal per via vaginal, anal o bucal, o introducció de membres corporals o objectes per alguna de les dues primeres vies" (art. 179 CP);
- degradant o vexatori (art. 180 CP);
- dos o més autors (art. 180 CP);
- víctima especialment vulnerable (art. 180 CP);
- relació de superioritat o parentiu (art. 180 CP);
- ús d'armes (art. 180 CP).